# Floresta (ort i Colombia, Boyacá, lat 5,86, long -72,92)
Floresta är en ort i Colombia.   Den ligger i departementet Boyacá, i den centrala delen av landet, 190 km nordost om huvudstaden Bogotá. Floresta ligger 2 503 meter över havet och antalet invånare är 1 127.
Terrängen runt Floresta är huvudsakligen kuperad. Floresta ligger nere i en dal. Runt Floresta är det ganska glesbefolkat, med 38 invånare per kvadratkilometer. Närmaste större samhälle är Sogamoso, 16,1 km söder om Floresta. Trakten runt Floresta består i huvudsak av gräsmarker.